# Wonder Boy in Monster Land
Wonder Boy in Monster Land, in originale Wonder Boy: Monster Land (Wonder Boy モンスターランド), è il secondo capitolo della serie di videogiochi aventi come protagonista Wonder Boy. Il gioco è stato realizzato come arcade da SEGA nel 1987, e si differenzia dal predecessore, un platform puro, per avere una più marcata componente da videogioco di ruolo, fatto piuttosto inusuale per gli arcade game dell'epoca.
Uscirono molte conversioni per piattaforme domestiche; quelle per home computer, della Activision britannica, hanno il titolo di copertina Super Wonder Boy, e alcune su schermo usano il titolo Wonderboy in Monsterland. La conversione per MSX2 fu in buona parte realizzata, ma mai pubblicata.

## Trama
Dopo aver salvato la sua fidanzata dalle grinfie di un malvagio stregone nel precedente gioco, Tom Tom, ossia Wonder Boy, in questo gioco conosciuto anche col nome Shien, giunge a Monster Land (quasi) completamente nudo. All'inizio del gioco Tom Tom incontra un indovino (Fortune Teller): in realtà è un cinghiale, ma in Monsterland gli animali hanno i loro negozi, per esempio il barista è un dinosauro o una volpe, il venditore di armature un maiale. L'indovino spiega al protagonista che il loro mondo è minacciato da un terribile drago, quindi gli regala una vecchia spada (Gradius) e una pozione magica (Revival Pill) che consente di riacquistare cinque punti ferita in caso di morte. Dopodiché Tom Tom inizia il suo viaggio in Monster Land.

## Modalità di gioco
L'ambientazione del gioco passa da uno scenario preistorico a un mondo fantasy medievale. A differenza del primo gioco, in cui per ottenere i diversi oggetti necessari era sufficiente rompere delle enormi uova disseminate qua e là, Wonder Boy deve recuperare monete d'oro e sacchi pieni di denaro eliminando i nemici, oppure saltando in determinate parti dello scenario per fare apparire sacchi e monete, e recarsi nei vari negozi sparsi per Monster Land per comprare tutto ciò che gli serve. Ci sono poi delle mini-quest finalizzate al recupero di oggetti essenziali per terminare il gioco.
A differenza dell'arma da lancio del precedente gioco, la spada adottata da Wonder Boy in questo capitolo ha un raggio d'azione decisamente corto, che rende necessario avvicinarsi molto ai nemici.
Dal precedente gioco ritorna il fatto che l'energia vitale decresce con il passare del tempo, in modo meno stringente.
I livelli sono 11, per la maggior parte non lineari, e alcuni labirintici (in particolare l'ultimo).
Come nel primo capitolo della serie Wonder Boy, inoltre, se si muore nell'ultimo livello non sarà più possibile continuare inserendo un altro gettone.
Il punteggio assume una maggior importanza rispetto al predecessore: ogni 100.000 punti alla barra dell'energia, composta da 5 "cuori", si aggiungerà un'unità fino a raggiungere un massimo di 10; a questo punto, guadagnare altri 100.000 punti ristorerà 2 unità di energia.

### Negozi ed equipaggiamento
I negozi sono dei seguenti tipi:
- Calzature: dove si possono comprare vari tipi di stivali per correre più velocemente e saltare più in là.
- Armeria: per comprare diversi tipi di scudi che deflettono la maggior parte dei proiettili nemici.
- Armature: per comprare diversi tipi di armature in vari gradi di resistenza.
- Speciale: per comprare vari item di attacco e magie.
  - Bomb: (x5) bombe che rotolano lungo il suolo e esplodono a contatto con i nemici.
  - Fireball: (x3) palle di fuoco auto-cercanti.
  - Whirlwind: (x3) mini tornado che scorrono velocemente lungo il terreno e non spariscono a contatto con i nemici, ma da soli dopo un po' (possono colpire più di una volta)
  - Thunder: (x3) lampi che causano un danno a tutti i nemici su schermo.
- Bar: assieme alle bevande (che ristorano un piccolo quantitativo di energia), il barista a volte darà dei consigli utili. In un livello in particolare sono quasi fondamentali per proseguire.
- Infermeria: per ripristinare totalmente l'energia. La parcella aumenta ogni volta che si richiedono le cure dell'infermiera.

Le spade non si possono comprare, ma vengono rilasciate da alcuni dei boss una volta sconfitti. Alcuni nemici sconfitti possono rilasciare degli item che si trovano nei negozi solo molto avanti nel gioco, e soprattutto verso le fasi finali possono rilasciare anche degli oggetti trovati nei negozi a caro prezzo.
Esistono dei negozi nascosti, entrando in tutti questi alla fine del gioco si può scegliere se avere delle indicazioni sul percorso da prendere nel livello finale (senza conoscere il quale si rischierebbe di girare a vuoto) o un bonus che danneggia il boss finale del gioco, in modo da renderlo più semplice da battere.
Altri oggetti importanti vengono rilasciati dai nemici uccisi, e alcuni si trovano nei negozi di armature, stivali e scudi, ma solo dopo aver acquistato le versioni Legend.
Altri oggetti che servono solo ad alzare il punteggio vengono rilasciati dai nemici già sconfitti e battuti una volta "rigenerati".

## Cloni del gioco
Senza citare le operazioni di hacking della ROM, esistono diversi cloni di questo gioco:
- Bikkuriman World, conversione del titolo per PC Engine con gli sprite dei personaggi modificati per farli somigliare ai protagonisti della serie di anime da cui il gioco prende il titolo.
- Mônica no Castelo do Dragão, conversione del titolo per Sega Master System ideata appositamente per il mercato brasiliano, in cui il Master System era una console estremamente popolare. Il gioco venne tradotto in portoghese e i personaggi sostituiti con i protagonisti del popolare fumetto per bambini brasiliano Turma da Mônica (La banda di Monica).
- Saiyuki World, conversione del titolo per NES a opera della Jaleco, che sostituisce Wonder Boy e gli altri personaggi con i protagonisti della leggenda giapponese Saiyuki (Viaggio in Occidente), ad es. Son Goku rimpiazza Wonder Boy, ecc.